# Juan César Cordero Dávila
Juan César Cordero Dávila (7 juin 1904 - 20 juillet 1965) est un général de division, commandant du 65e régiment d'infanterie pendant la guerre de Corée, devenant l'un des officiers ethniques les plus gradés de l'armée américaine.
Sa carrière militaire active débute le 1er juin 1942, lorsqu'il est appelé à servir pendant la Seconde Guerre mondiale. Le 2 janvier 1952, il est réaffecté à la 3e division d'infanterie qui prend le contrôle de la 65e régiment, la commandant avec un ensemble de bataillons et de sections coréens et belges du Luxembourg. Il servit également en tant que S-4 et en tant que directeur général du 65e régiment. Le 20 juillet 1965, Cordero décède dans un accident d'avion.

### Lectures complémentaires
- Puertorriquenos Who Served With Guts, Glory, and Honor. Fighting to Defend a Nation Not Completely Their Own; by : Greg Boudonck;  (ISBN 978-1497421837)